# 西班牙广场 (塞维利亚)
西班牙广场（Plaza de España）是西班牙塞维利亚最容易确认的建筑物，西班牙摩尔复兴建筑的缩影。塞维利亚在1929年主办了西美展览，为此在玛利亚路易莎公园的边缘兴建目前的西班牙广场，举行西班牙的工业和技术展览。 
该广场是一个巨大的半圆形，连续不断的建筑环绕着广场边缘，可通过有许多美丽桥梁的护城河到达。广场中心是一个大喷泉。今天，广场上主要是政府建筑物，如El Ayuntamiento，但依然美丽。看展览一个流行的方式是租划艇沿护城河漂流。广场的墙壁上有许多壁龛，每个代表了西班牙的不同省份。游客可以取走自己所在省份的照片。

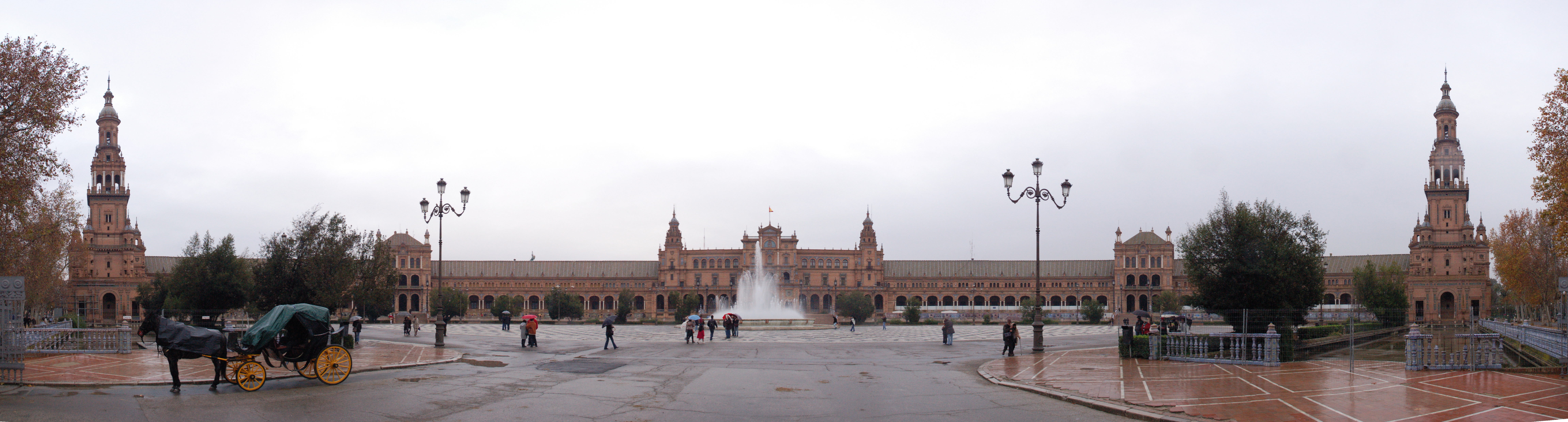
广场全景

## 文学艺术
- 哥伦比亚影业在电影《阿拉伯的劳伦斯》中将西班牙广场作为“开罗英军总部”
- 在《星球大战II：克隆人的进攻》中用于纳布
- 在丹·布朗的小说《数字城堡》，故事开始于主人公在该广场死亡。
- 電影《大獨裁者落難記》中，瓦迪亞共和國的皇宮取景於西班牙廣場。

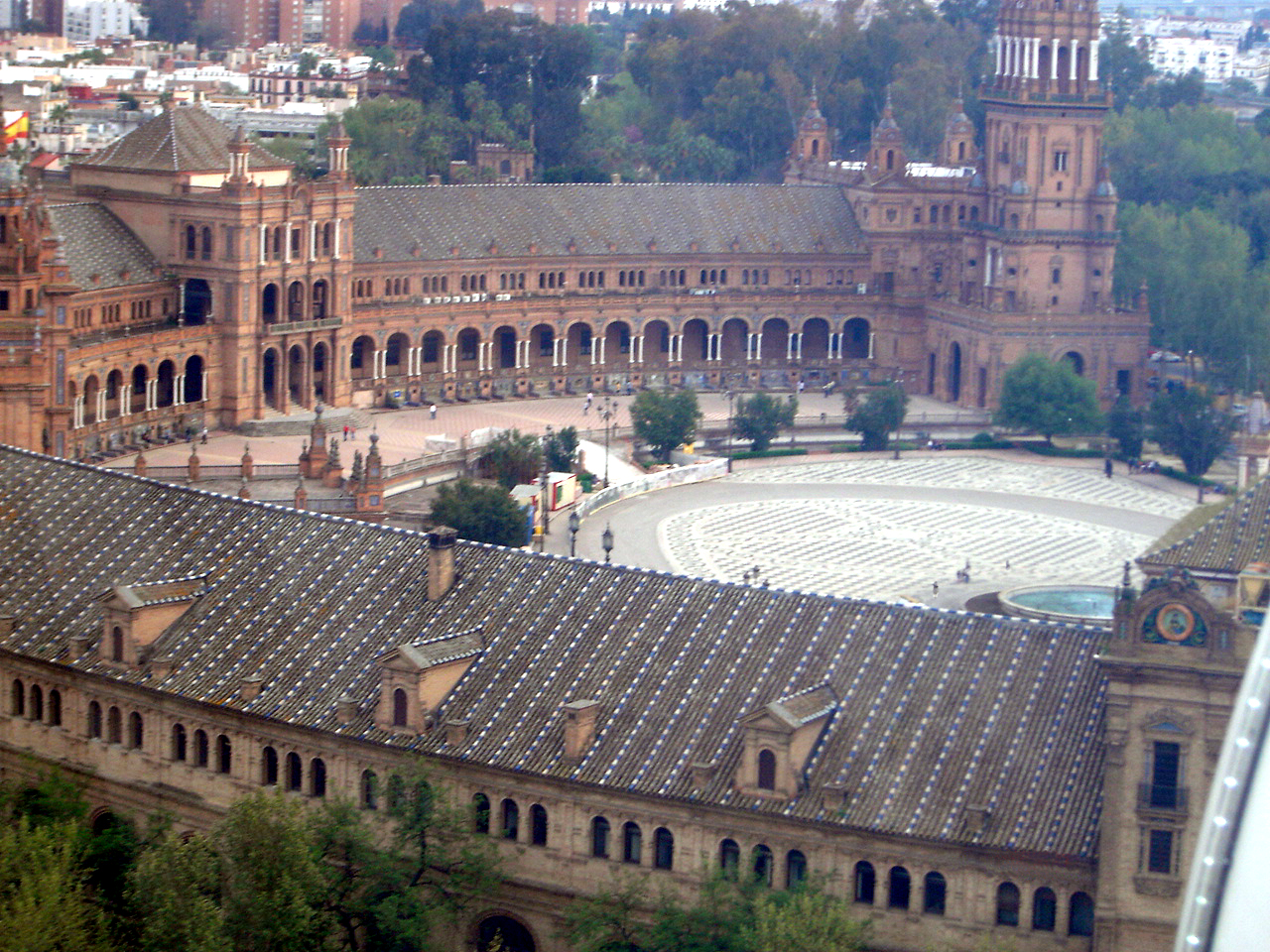
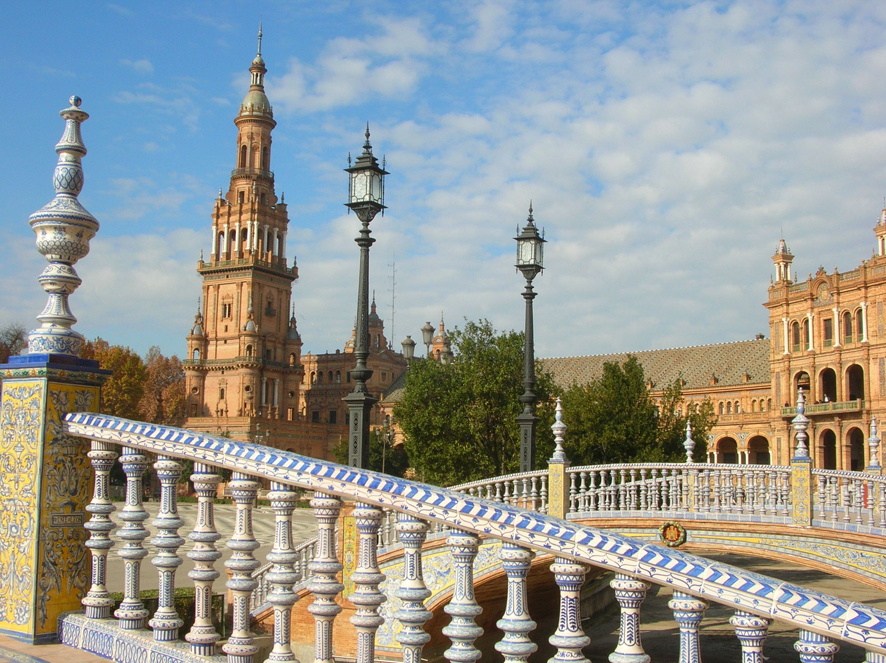
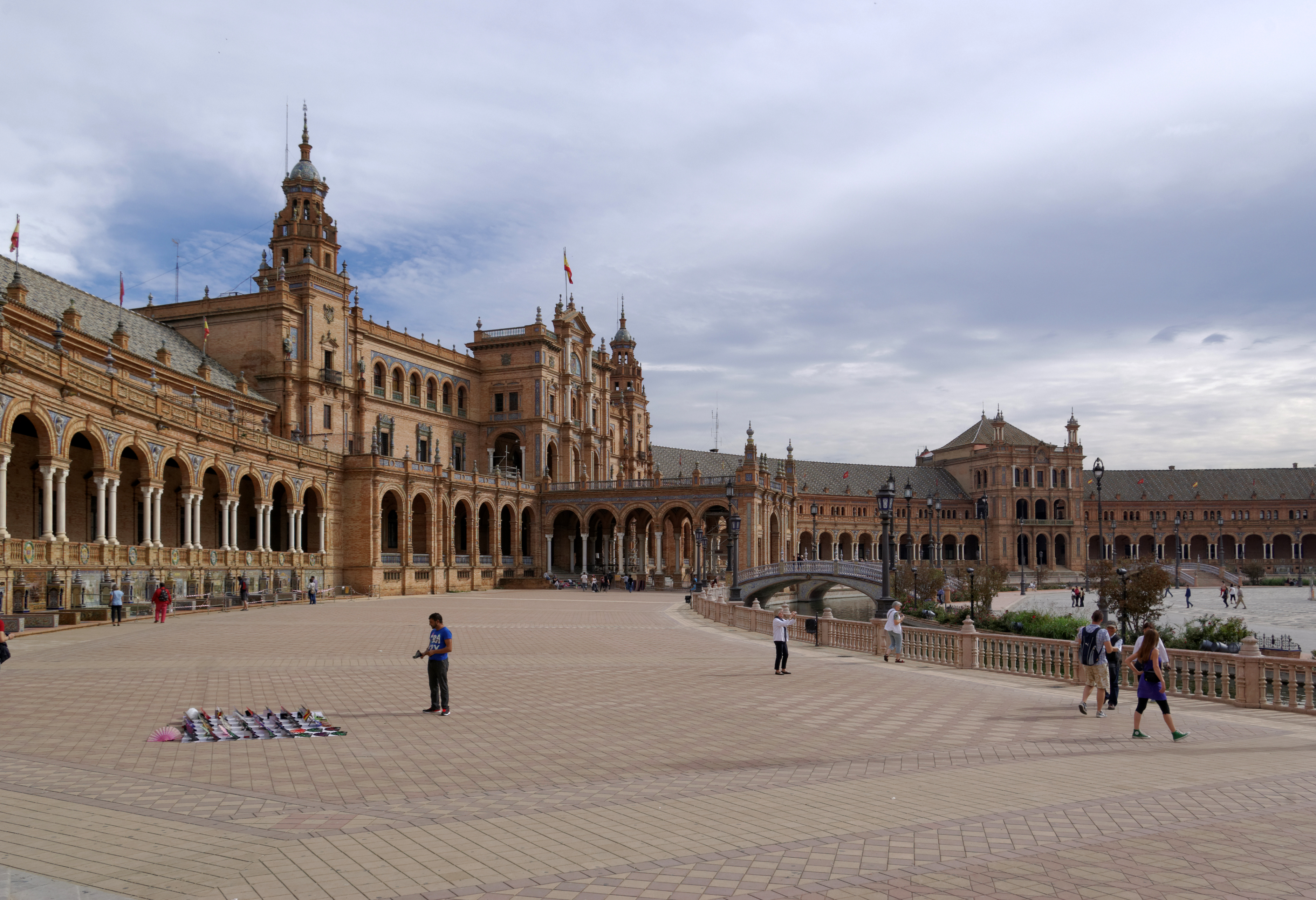
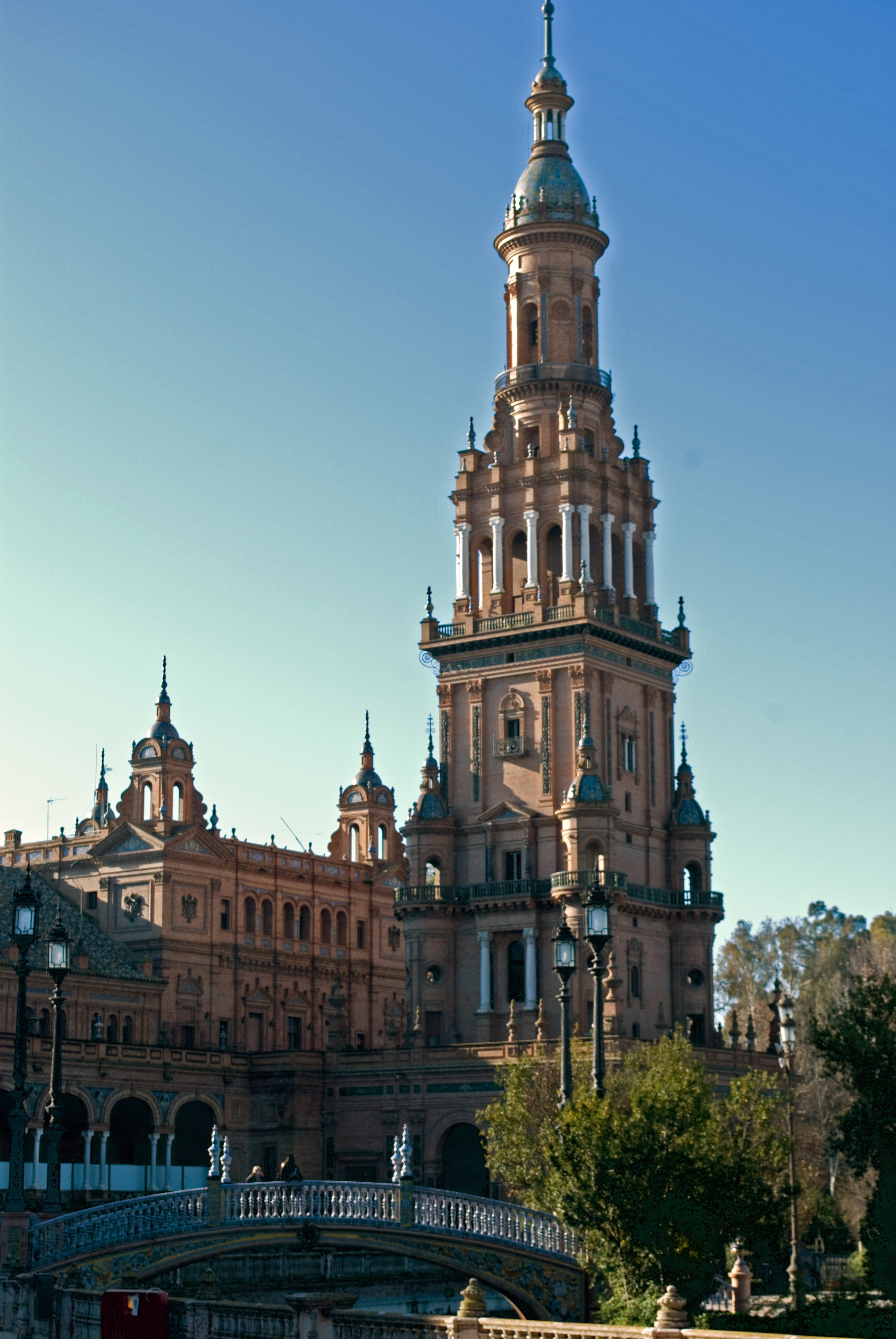
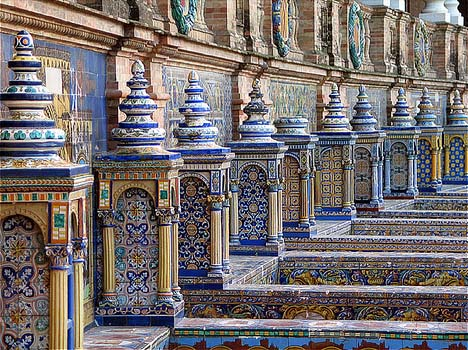
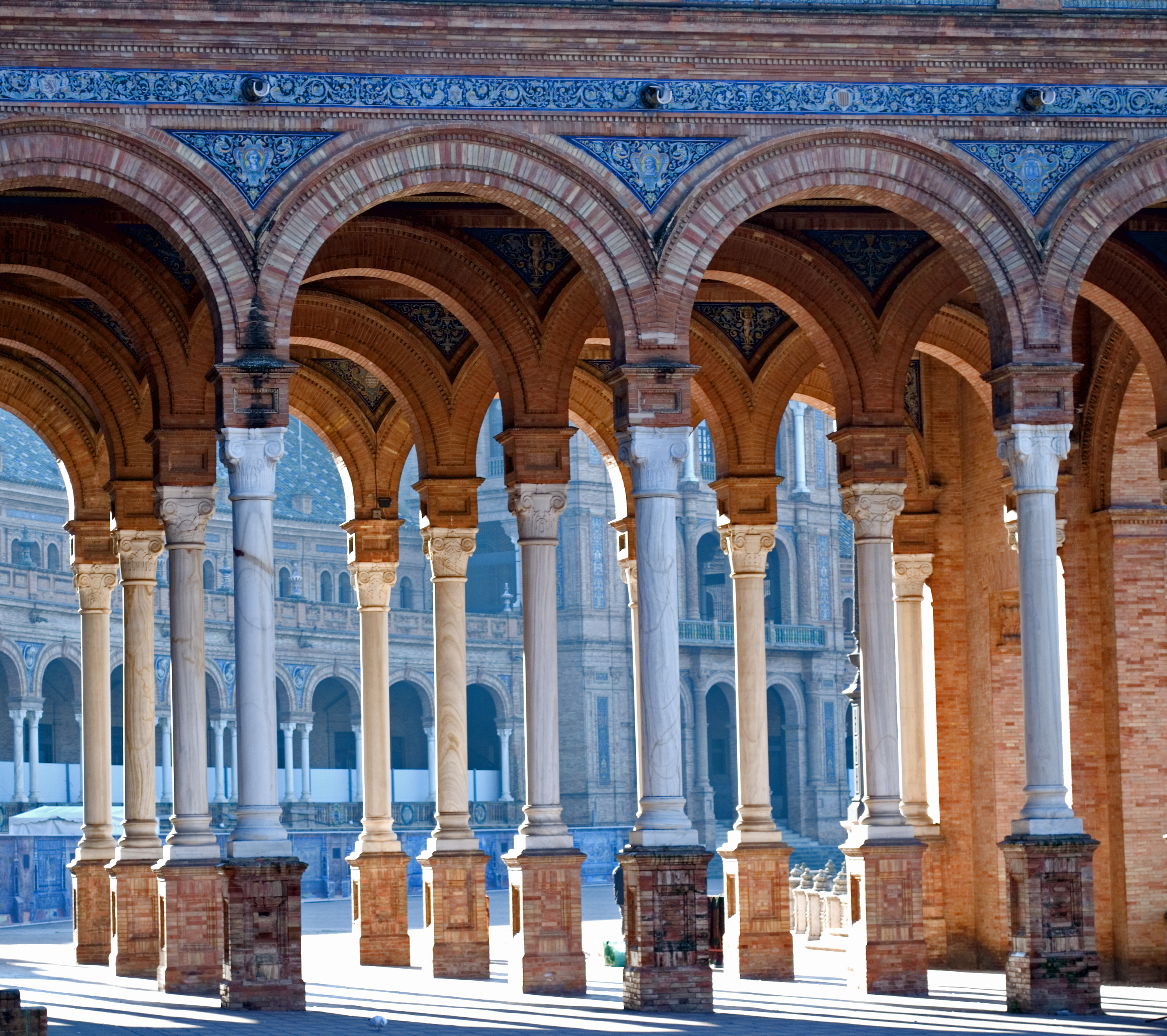
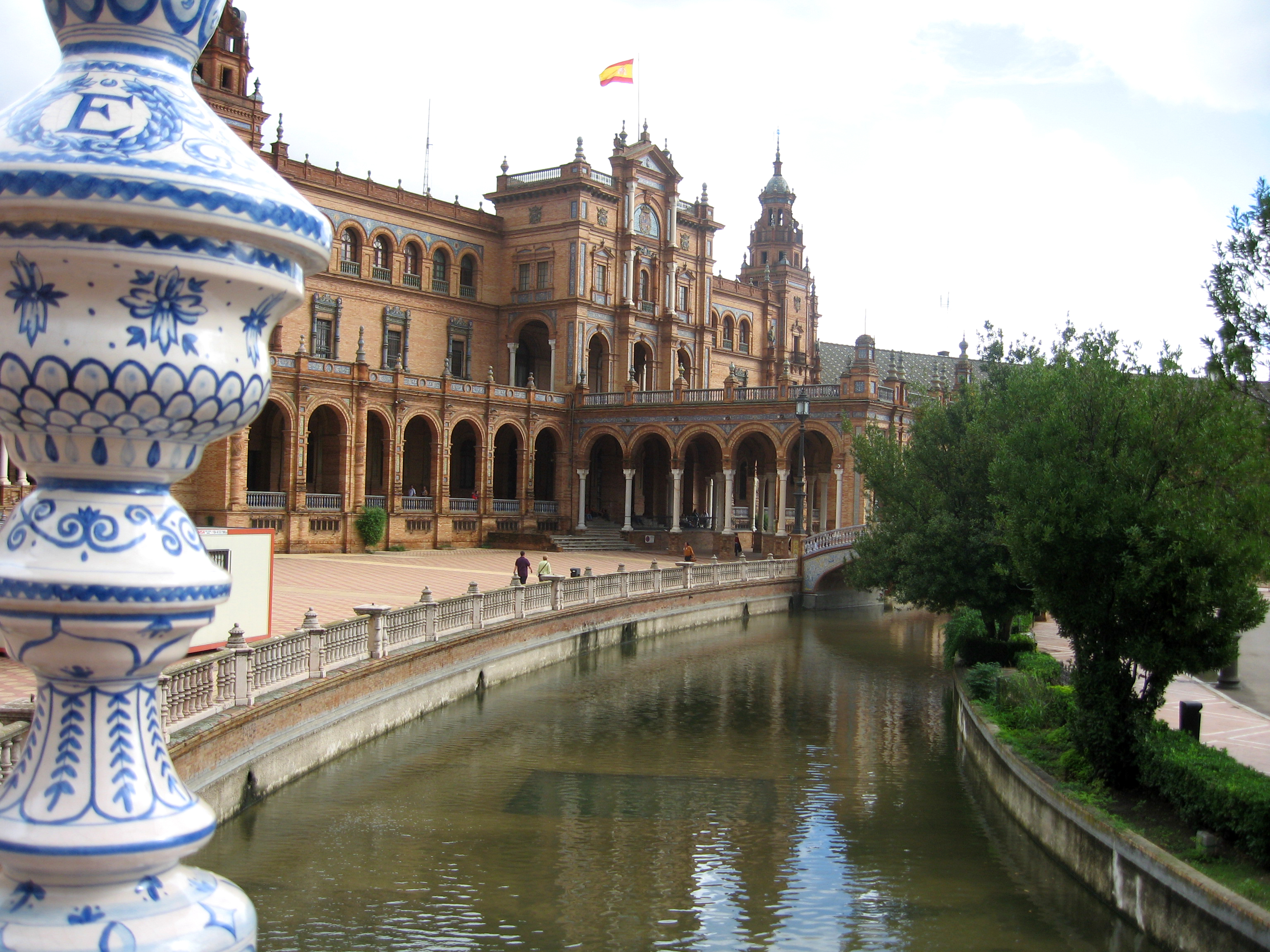
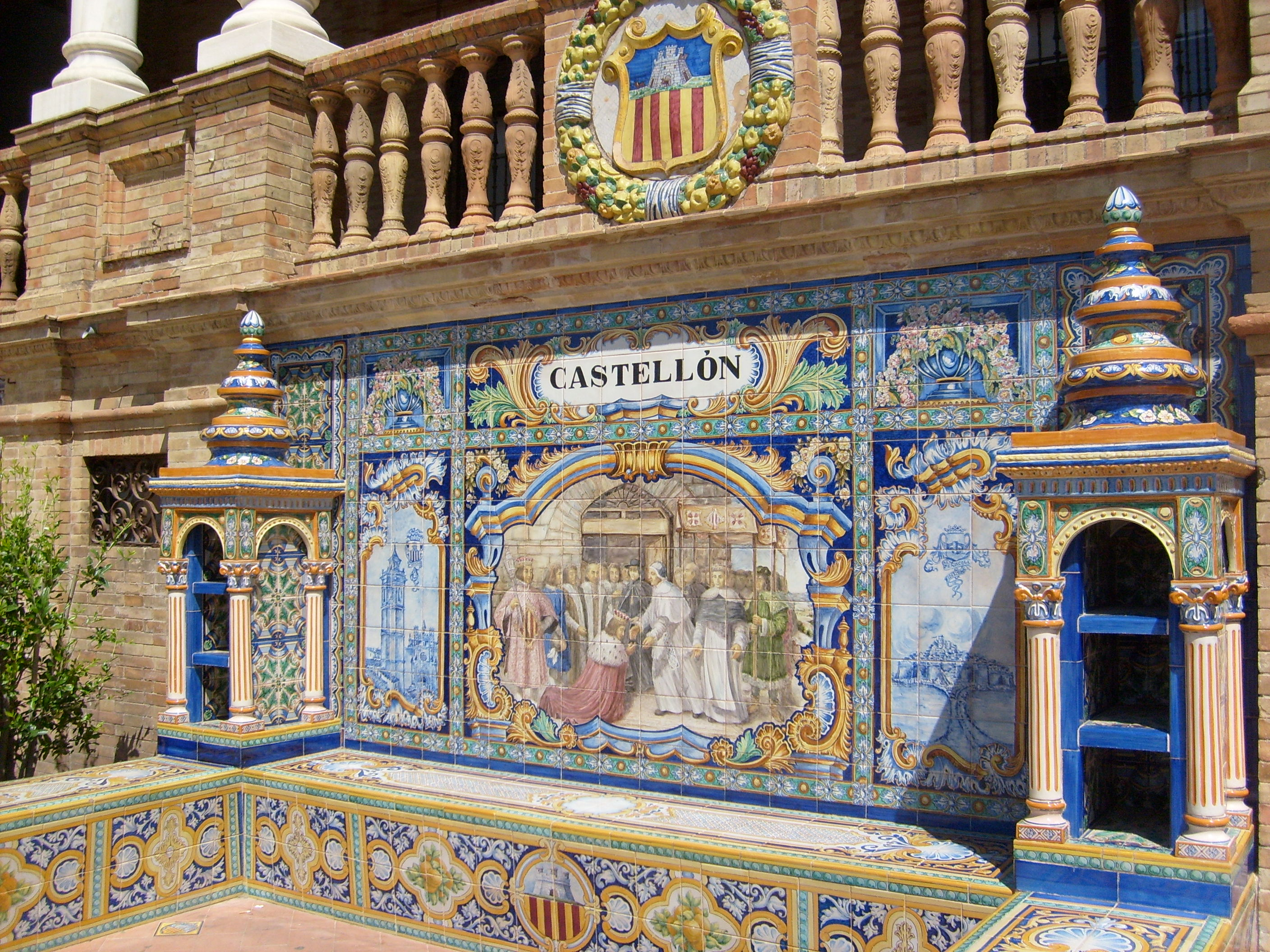

37°22′37″N 5°59′13″W / 37.37708°N 5.9869°W